# NGC 465
NGC 465 je otvoreni skup u zviježđu Tukanu.

## Vanjske poveznice
- SEDS: NGC 0465